# La horca
La horca (The Gallows en inglés) es una película de terror de metraje encontrado estadounidense de 2015 escrita y dirigida por Chris Lofing y Travis Cluff. La película es protagonizada por Cassidy Gifford, Pfeifer Brown, Ryan Shoos, Reese Mishler, Alexis Schneider y Price T. Morgan. La película se centra en 20 años después de un terrible accidente durante una obra de teatro escolar de una pequeña ciudad, los estudiantes de la escuela resucitan el espectáculo fallido en un intento equivocado de honrar el aniversario de la tragedia, pero pronto descubren que algunas cosas es mejor dejarlas en paz. Fue producida por Jason Blum a través de Blumhouse Productions, Guymon Casady a través de Entertainment 360, Chris Lofing y Travis Cluff a través de Tremendum Pictures.
El desarrolló de The Gallows comenzó en 2011 cuando Chris lofing y Travis Cluff subieron a Internet un nuevo tráiler de la película, El tráiler se hizo viral y fue visto por el productor Dean Schneider de la empresa Management 360 quien los invitó a su oficina en Los Ángeles, firmó un contrato de representación y financiación a través de la división de producción de su empresa Entertainment 360 y los refirió a Jason Blum, propietario de la empresa Blumhouse Productions que se especializaba en producir películas de terror de bajo presupuesto para que la película fuera apta para su distribución en cines, siguiendo el consejo de Blum, Lofing y Cluff invirtieron trabajo adicional y de hecho, en los dos años siguientes, la gran mayoría de la película (alrededor del 80%) fue refilmada Para ello, los dos realizaron audiciones con la ayuda de una agente de casting de Fresno, Carolyn D'Vere, y se eligieron tres actores Shoss, Brown y Mishler. Gifford se sumó a última hora, luego de que se supo que una actriz que participó en la versión original había perdido mucho peso. Gifford fue recomendada por sus famosos padres pero Cluff enfatizó que ella ganó el papel por sus propios méritos, y él mismo inicialmente no pensó que ella aceptaría participar en la película.
The Gallows fue estrenada en Estados Unidos por Warner Bros. Pictures y New Line Cinema el 10 de julio de 2015. Recibió críticas negativas y recaudó 43 millones de dólares en todo el mundo. En octubre de 2019 se lanzó una secuela, The Gallows: Act II.

## Argumento
La historia se encuentra ubicada en una escuela en donde años atrás se produjo la aterradora muerte del estudiante Charlie Grimille al presentarse la obra escolar "La Horca". Luego de unos años, un grupo de jóvenes deciden volver a presentar la obra, en donde Reese Mishler hace el papel de August, el mismo personaje que hizo Charlie en la obra. También está Pfeifer Ross que hace el personaje de la novia de August. Ryan Shoos es amigo de Reese y es el que graba la actuación y cree que Reese no sirve como actor en la obra y que lo hace mal, hasta que se entera de que Reese solo actúa en la obra porque le gusta Pfeifer, entonces lo molesta. 
Luego Ryan va a ver a las animadoras, una de ellas es su novia, Cassidy Spilker, quien está de acuerdo con Ryan que Reese no debe salir en la obra por su pésima actuación. Entonces le dicen a Reese que en la noche, por la parte trasera, en donde hay una puerta que no se puede cerrar, van a entrar para destrozar el escenario. Así él y Pfeifer no saldrán y Pfeifer no quedará decepcionada de Reese al saber que él solo actúa por ella. Entonces en la noche Ryan, Cassidy y Reese van a la escuela y rompen cosas (Cassidy rompe dos botellas, Reese quita las tablas de las escaleras de la horca y Ryan desata la horca), Al convencer a Reese de decir unas líneas que le tocan en la obra él dice una línea "Él me quiere a mi, no quiere a nadie más." De repente escuchan un sonido y al acercarse a la puerta se encuentran con Pfeifer quien encontró el auto de Ryan en el parque que esta atrás de la escuela. Al ver esta situación, Ryan le dice a Reese que se encarga de Pfeifer y que no le diga para que vinieron a la escuela. Mientras Reese entretiene a Pfeifer, Cassidy repara las cosas las pone en su lugar para que Pfeifer no descubra que en realidad vinieron a destrozar el escenario para que no salgan. 
Al intentar abrir las puertas Ryan les dice que están cerradas todas y se empiezan a asustar. Esto acaba con la paciencia de Cassidy y decide confesarle todo a Pfeifer, quien al escuchar esto y que también Reese le mintió se pone a llorar. Al intentar buscar una salida, se encuentran en un cuarto en lo profundo de la escuela en el cual descubren un vídeo que se trataba de la muerte de Charlie y ven a su novia, a quien Ryan días atrás la había entrevistado. Luego también Reese nota que en una foto de esta obra sale Charlie y su papá juntos, Reese les explica que su padre faltó ese día de la muerte de Charlie. El padre era August y Charlie quien lo mataba. 
El padre de Reese se reportó enfermo y Charlie lo remplazó, el era el suplente. Y si el padre hubiera asistido, Charlie estaría vivo. Al regresar al escenario ven que las cosas están reparadas, incluida la horca. Pfeifer nota un conducto de ventilación y Ryan decide subir por una escalera. Este retando a Charlie comienza a repetir su nombre una y otra vez, entonces una fuerza paranormal lo empuja y se rompe el pie. A Cassidy le empiezan a salir rasguños en el cuello después de que una fuerza sobrenatural la agarrase del cuello, estrellándola contra el techo. 
Cassidy debía cuidar a Ryan mientras Pfeifer y Reese iban por una cura, pero Cassidy va a buscarlos y la puerta se cierra. Ryan graba todo y se encuentra con un hombre con una capucha y una soga en la mano, quien lo arrastra hacia la oscuridad. En ese momento los chicos logran abrir la puerta, Reese encuentra su teléfono en el suelo y suponen lo peor. Cassidy sigue estando mal con su cuello. Después Reese decide encontrar una salida y en eso escucha su celular sonando en uno de los casilleros y descubre que quien lo llamaba era su padre, en eso viene Pfeifer. Al contestar una voz le dice "Él me quiere a mí, no quiere a nadie más". Enfurecido, Reese estrella su celular contra el piso. Luego se puede ver a Cassidy en el pasillo llorando y lamentándose. De la oscuridad aparece el mismo hombre que mató a Ryan a lado de Cassidy, ella se acerca a la cámara y se ve que tiene una soga en el cuello y es arrastrada a otra habitación y la puerta se cierra. Reese y Pfeifer llegan y asustados van corriendo a prender la alarma de incendios para llamar a las autoridades. Se ponen felices y la cámara logra grabar una sombra la cual Pfeifer logra ver. Reese le dice que se calme y atrás de Pfeifer aparece Charlie, esta al verlo grita y empiezan a correr hacia una escalera. Al seguir caminado encuentran una foto rasguñada de todos los integrantes de la obra en la que estuvo Charlie. De la nada se ve una soga y se espantan al ver que los que están colgados son Cassidy y Ryan. Después en el escenario Reese ve la puerta donde entraron abierta,  este sería ya el final feliz, pero algo detuvo a Pfeifer que se encontraba tosiendo en el escenario y Reese la abraza. De repente las luces se prenden enfocándolos y Reese comprende el propósito de Charlie y le dice a Pfeifer "Él me quiere a mi, no viene por nadie más." Le da un beso a Pfeifer, sube a la horca y se pone la soga. Se logra ver que Charlie está atrás de él y lo mata ahorcándolo, Pfeifer deja de llorar repentinamente y agarra la mano de Charlie (no se lo ve a él, solo su sombra en el suelo) y juntos hacen una reverencia. De la nada se encienden todas las luces y se ve a la novia de Charlie aplaudiéndole a Pfeifer y a él.
Luego llega la policía y uno de ellos entra a un cuarto donde se ve objetos verdaderos de la obra (sogas, muñecos de Charlie, etc.) y se ve a la novia peinando a Pfeifer (resultando ser su hija) de una manera aterradora viendo el vídeo de la muerte de Charlie, el policía al ver la televisión susurra "¿Ese es Charlie Grimelle?". Las dos lo miran y Pfeifer le dice: "No debería decir ese nombre". Luego se ve al otro policía con una soga en el cuello. Finamente se da la vuelta, ve a Charlie, mata al policía y termina la película.

## Reparto
- Reese Mishler como Reese Houser.
- Pfeifer Brown como Pfeifer Ross.
- Ryan Shoos como Ryan Shoos.
- Cassidy Gifford como Cassidy Spilker.
- Omar Carvajal como Price.
- Jesse Cross como Charlie Grimille.
- John Tanskly como Rick Houser.
- Emily Jones como la madre de Ryan.
- Travis Cluff como Mr. Schwendiman
- Mackie Burt como animadora.

## Producción

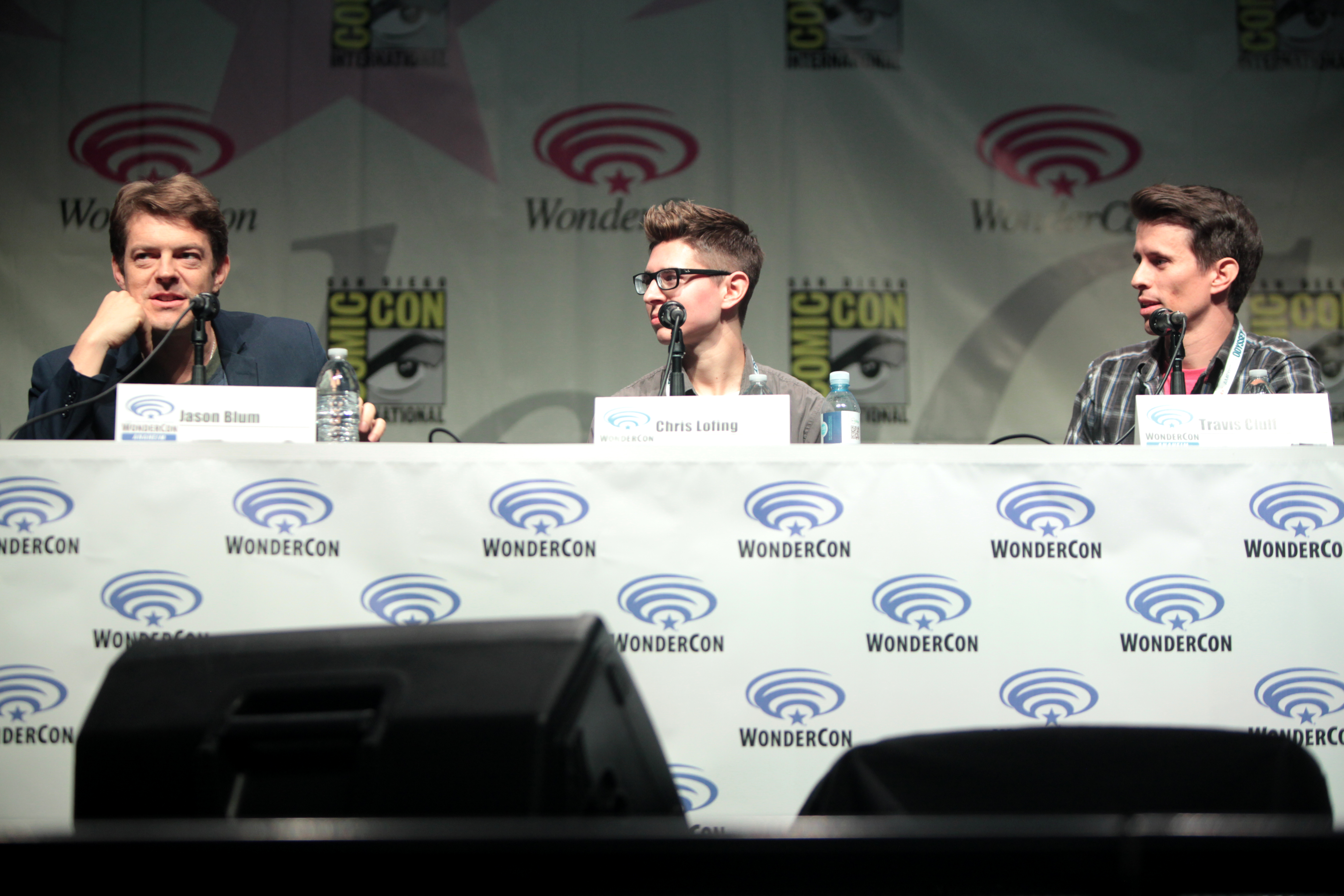
Jason Blum, Chris Lofing y Travis Cluff hablan en la WonderCon 2015 sobre la película.

El 24 de junio de 2014, New Line Cinema adquirió los derechos de distribución de la película. El 10 de diciembre de 2014 se anunció que la película se estrenaría el 10 de julio de 2015 en los Estados Unidos. Aunque la película está ambientada en Beatrice , Nebraska, la ciudad natal de Lofing, todas las escenas de la versión teatral de la película se rodaron en Fresno, California. Varias escenas del primer montaje de la película se rodaron en Beatrice, pero esas escenas se eliminaron cuando Blumhouse Productions retomó la película. Esas escenas aparecieron en los lanzamientos en DVD y Blu-ray de The Gallows Los actores realizaron sus propias acrobacias y no se utilizó ningún CGI importante en la película, dijo Lofing

## Estreno

### Taquilla
La horca recaudó $22.7 millones en Norteamérica y $20.2 millones en otros territorios para un total mundial de $43 millones, contra un presupuesto de $100,000.
La horca se estrenó el 10 de julio de 2015, simultáneamente con la película animada Minions y el drama de ciencia ficción Self/less.  La película recaudó $900,000 durante sus proyecciones del jueves por la noche, y $4.5 millones en su día de estreno. La película se estrenó en el número cinco en la taquilla en su primer fin de semana, con $9.8 millones.

### Recepción
Según el sitio web especializado Rotten Tomatoes, el 15% de los críticos le han dado a la película una crítica positiva basada en 114 revisiones, con una calificación promedio de 3.15/10. El consenso de críticos del sitio dice: "Narrado artificialmente y visualmente un desastre, La horca envía a los espectadores en una tambaleante sacudida al fondo del barril de terror de metraje encontrado". En Metacritic, que asigna y normaliza puntajes de críticas, la película tiene un puntaje promedio ponderado de 30 de 100 basado en 22 críticos, lo que indica "revisiones generalmente desfavorables". Según CinemaScore, el público le dio a la película una calificación de "C" en una escala de A+ a F.
Geoff Berkshire de Variety le dio a la película una crítica negativa, diciendo que "La horca no tiene una cierta cantidad de atmósfera, simplemente se siente prestada al por mayor. Todo importa menos con un mejor guion, pero los cuatro personajes principales son muy delgados, incluso según las normas de género". Stephen Whitty del The Star-Ledger le dio a la película una de cuatro estrellas, diciendo "La trama es una colección de artilugios (¡Oh no, se apagaron todas las luces! Mi teléfono celular gano ¡No funciona! Estoy corriendo por mi vida, ¡será mejor que siga filmando!) y los sustos son golpes simples, repentinos y estúpidos". Kyle Anderson de Entertainment Weekly le dio a la película una C, diciendo: "Esta es otra película de metraje encontrado que, con un poco de dirección de arte y algo de cinematografía real, fácilmente podría haber sido un pequeño terrorista decente. En cambio, viene principalmente sin pegar gracias a su truco hacky". Bruce Demara del Toronto Star le dio a la película dos de cuatro estrellas, diciendo "A pesar de su promesa inicial y algunos sustos decentes: te espera una caída brusca y repentina de la satisfacción en la agonía final". Mick LaSalle de San Francisco Chronicle le dio a la película dos de cuatro estrellas, diciendo "Los cineastas necesitaban liberarse incluso más que los personajes, pero nunca encuentran el camino. Probablemente nunca se dieron cuenta de que estaban atrapados".
Simon Abrams de The Village Voice le dio a la película una crítica negativa, diciendo que "La horca solo es lo suficientemente buena como para desear que sus creadores hicieran algo nuevo con su estilo, argumento y estilo.  caracterizaciones". Neil Genzlinger de The New York Times dijo: "La horca comienza con una premisa decente aunque improbable, y termina con una sacudida bastante buena. Pero en el medio, la película seguramente desgasta el ya cansado dispositivo de metraje encontrado". Tirdad Derakhshani de The Philadelphia Inquirer dio el filme una crítica negativa, diciendo que "La horca es una película perezosa.  Aquí no hay ningún esfuerzo o ingenio real, ya sea que estemos hablando de los nombres de los personajes, los chistes, las piezas del set o el giro predecible de la trama". Richard Roeper del Chicago Sun-Times le dio a la película tres de cuatro estrellas, diciendo "En 80 minutos, tenemos la historia de fondo, conocemos a los cuatro personajes principales (todos los actores jóvenes hacen un buen trabajo), nos asustan el ingenio una media docena de veces y terminamos con un final MUY espeluznante". Barry Hertz de The Globe and Mail le dio a la película una de cuatro estrellas, diciendo "Como la última entrada en el subgénero de terror "metraje encontrado" cansado, esta película barata nunca ha encontrado un cliché que no no se abrace como la dulce muerte misma". A.A. Dowd de The A.V.  Club le dio a la película un D+, diciendo que "Hacer que el público se preocupe por los personajes siempre es una estrategia más efectiva para generar miedo que simplemente sacar a un montón de tontos en la oscuridad".

## Secuela
El 29 de agosto de 2017, se supo que la secuela de "The Gallows" fue filmada en secreto durante el otoño de 2016 , y se realizó una proyección de prueba en el complejo de la compañía " Warner Brothers" en Burbank California , frente a una audiencia. de espectadores de 13 a 25 años.
En agosto de 2018, Jason Blum informó a través de Twitter de que ya se habían terminado de rodar las secuelas de "Feliz Día de tu Muerte" y "La Horca", aunque no había confirmada fecha de lanzamiento de esta última. Finalmente, se lanzó en Estados Unidos el 25 de octubre de 2019 por Lionsgate.